# Stånga socken
Stånga socken ingick i Gotlands södra härad, ingår sedan 1971 i Gotlands kommun och motsvarar från 2016 Stånga distrikt.
Socknens areal är 39,40 kvadratkilometer, varav 39,29 land. År 2020 fanns här 494 invånare. Tätorten och kyrkbyn Stånga med sockenkyrkan Stånga kyrka ligger i socknen. 

## Administrativ historik
Stånga socken har medeltida ursprung. Socknen tillhörde Burs ting som i sin tur ingick i Burs setting i Sudertredingen.
Vid kommunreformen 1862 övergick socknens ansvar för de kyrkliga frågorna till Stånga församling och för de borgerliga frågorna bildades Stånga landskommun. Landskommunen utökades 1952 och ingår sedan 1971 i Gotlands kommun.  Församlingen uppgick 2006 i Stånga-Burs församling.
1 januari 2016 inrättades distriktet Stånga, med samma omfattning som församlingen hade 1999/2000.  
Socknen har tillhört samma fögderier och domsagor som Gotlands södra härad. De indelta båtsmännen tillhörde Gotlands andra båtsmanskompani.

## Geografi
Stånga socken ligger på södra Gotlands inland, nordost om Hemse. Socknen är i norr en skogsbygd, i söder odlingsbygd, till del på marker av den utdikade Stånga myr.

### Gårdsnamn
Almunds, Annexen, Bogs, Bosarve, Botvalde, Frigsarve, Gumbalde, Hägvide, Härvide, Kylver, Liffride, Maldes, Odvalds, Rangvalds, Smissarve, Stalluse, Stenstugu, Stångkvie, Sutarve, Tjängvide, Tällungs, Ungbåtels, Österlings.

## Fornlämningar
Från järnåldern finns sex små gravfält, skärvstenshögar, husgrunder, stensträngar, sliprännestenar, en fornborg och Kylverstenen med sin runinskrift. Ruinerna efter den medeltida borgen Lojsta slott finns här och två vikingatida silverskatt har påträffats.

## Namnet
Namnet (1300-talet Stangum) innehåller plural av stång, då troligtvis syftande på verkliga stänger.

## Befolkningsutveckling
| Befolkningsutvecklingen i Stånga socken 1750–2020 | Befolkningsutvecklingen i Stånga socken 1750–2020 | Befolkningsutvecklingen i Stånga socken 1750–2020 | Befolkningsutvecklingen i Stånga socken 1750–2020 | Befolkningsutvecklingen i Stånga socken 1750–2020 |
| --- | ------------------------------------------------- | ------------------------------------------------- | ------------------------------------------------- | ------------------------------------------------- |
| |                                                   |                                                   |                                                   |                                                   |
| År |                                                   |                                                   | Folkmängd                                         |                                                   |
| 1750 | 1750                                              |                                                   | 323                                               |                                                   |
| 1760 | 1760                                              |                                                   | 344                                               |                                                   |
| 1769 | 1769                                              |                                                   | 367                                               |                                                   |
| 1780 | 1780                                              |                                                   | 383                                               |                                                   |
| 1790 | 1790                                              |                                                   | 382                                               |                                                   |
| 1800 | 1800                                              |                                                   | 407                                               |                                                   |
| 1810 | 1810                                              |                                                   | 427                                               |                                                   |
| 1820 | 1820                                              |                                                   | 460                                               |                                                   |
| 1830 | 1830                                              |                                                   | 523                                               |                                                   |
| 1840 | 1840                                              |                                                   | 533                                               |                                                   |
| 1850 | 1850                                              |                                                   | 547                                               |                                                   |
| 1860 | 1860                                              |                                                   | 584                                               |                                                   |
| 1870 | 1870                                              |                                                   | 645                                               |                                                   |
| 1880 | 1880                                              |                                                   | 666                                               |                                                   |
| 1890 | 1890                                              |                                                   | 652                                               |                                                   |
| 1900 | 1900                                              |                                                   | 656                                               |                                                   |
| 1910 | 1910                                              |                                                   | 718                                               |                                                   |
| 1920 | 1920                                              |                                                   | 720                                               |                                                   |
| 1930 | 1930                                              |                                                   | 674                                               |                                                   |
| 1940 | 1940                                              |                                                   | 671                                               |                                                   |
| 1950 | 1950                                              |                                                   | 691                                               |                                                   |
| 1960 | 1960                                              |                                                   | 617                                               |                                                   |
| 1970 | 1970                                              |                                                   | 609                                               |                                                   |
| 1980 | 1980                                              |                                                   | 623                                               |                                                   |
| 1990 | 1990                                              |                                                   | 584                                               |                                                   |
| 2000 | 2000                                              |                                                   | 551                                               |                                                   |
| 2010 | 2010                                              |                                                   | 494                                               |                                                   |
| 2020 | 2020                                              |                                                   | 494                                               |                                                   |
| Anm: Källor: Umeå universitet - Tabellverket 1749-1859, Demografiska databasen, CEDAR, Umeå universitet, Befolkningsutvecklingen i Gotlands socknar 2000 - 2010, Folkmängden per distrikt, landskap, landsdel eller riket efter kön. År 2015 - 2022. |                                                   |                                                   |                                                   |                                                   |

### Fotnoter
1. 1 2  Svensk Uppslagsbok andra upplagan 1947–1955: Stånga socken
2. ↑  ”Folkmängden per distrikt, landskap, landsdel eller riket efter kön. År 2015 - 2022”. Statistikdatabasen. Statistiska centralbyrån. http://www.statistikdatabasen.scb.se/pxweb/sv/ssd/START__BE__BE0101__BE0101A/FolkmangdDistrikt/. Läst 23 april 2023.
3. ↑  Harlén, Hans; Harlén Eivy (2003). Sverige från A till Ö: geografisk-historisk uppslagsbok. Stockholm: Kommentus. Libris 9337075. ISBN 91-7345-139-8
4. ↑  ”Församlingar”. Statistiska centralbyrån. https://www.scb.se/hitta-statistik/regional-statistik-och-kartor/regionala-indelningar/forsamlingar/. Läst 30 december 2022.
5. ↑  Administrativ historik för Stånga socken (Klicka på församlingsposten). Källa: Nationella arkivdatabasen, Riksarkivet.
6. ↑  Om Gotlands båtsmanskompani
7. 1 2  Sjögren, Otto (1931). Sverige geografisk beskrivning del 2 Östergötlands, Jönköpings, Kronobergs, Kalmar och Gotlands län. Stockholm: Wahlström & Widstrand. Libris 9939
8. 1 2 3  Nationalencyklopedin
9. ↑  Förteckning över slipskåror
10. ↑  Fornlämningar, Statens historiska museum: Stånga socken
11. ↑  Fornminnesregistret, Riksantikvarieämbetet: Stånga socken Fornminnen i socknen erhålls på kartan genom att skriva in sockennamn (utan "socken") i "Ange geografiskt område"
12. ↑  Mats Wahlberg, red (2003). Svenskt ortnamnslexikon. Uppsala: Institutet för språk och folkminnen. Libris 8998039. ISBN 91-7229-020-X. https://isof.diva-portal.org/smash/get/diva2:1175717/FULLTEXT02.pdf